# Venedikt Erofeïev
Venedikt Vassilievitch Erofeïev (en russe : Венедикт Васильевич Ерофеев), est un écrivain soviétique, né le 24 octobre 1938 à Kirovsk (oblast de Mourmansk) et décédé le 11 mai 1990 à Moscou,. 
Il s'est fait connaître internationalement par son roman Moscou-sur-Vodka (Москва-Петушки) – ouvrage achevé fin 1969, non autorisé, et qui longtemps circula sous forme de samizdat.

## Biographie
Erofeïev naît dans l'oblast de Mourmansk et passe son enfance dans la petite ville de Kirovsk. Dernier de la famille de cinq enfants, il a deux sœurs - Tamara (née en 1925) et Nina (née en 1931), et deux frères - Yuri (1928-1981) et Boris (1937-2012)). En 1946, son père est arrêté pour anti-soviétisme et envoyé dans un camp de travail. Sa mère, qui n'a pas les moyens de nourrir les enfants, les place à l'orphelinat jusqu'à la libération du père, sept ans plus tard. À l'âge de 17 ans, il commence à écrire Carnets d'un psychopathe (longtemps considéré comme perdu, publié pour la première fois en 2000 sous une forme abrégée par la maison d'édition Vagrius, en intégralité - en 2004 par la maison d'édition Zakharov). En 1955, Erofeïev termine brillamment sa scolarité en obtenant une médaille d'or (équivalent d'un bac avec mention très bien). Il entre ensuite à l'Université de Moscou, en philologie. Il est renvoyé un an et demi plus tard pour absentéisme et refus de passer les examens. Il a commencé à boire avec obstination et à rédiger les Carnets d'un psychopathe. Il quitte Moscou. Afin de conserver son statut d'étudiant, il fréquente d'autres établissements, dans différentes villes. Il essaye de placer des articles dans des revues littéraires, mais sans succès. Il voyage dans de nombreuses régions d'Union soviétique, exerce différents métiers, n'a pas de résidence fixe. Ses textes circulent sous forme de manuscrits, ce qui lui permet, malgré l'absence de publication officielle, d'obtenir une solide réputation littéraire. En 1969, il écrit Moscou-sur-Vodka, le récit d'un périple en train d'un alcoolique qui s'en prend aux idéaux communistes dans une ambiance délirante basculant dans l'absurde. Moscou-sur-Vodka est publié dans le magazine AMI à Jérusalem en 1973 avec un tirage de trois cents exemplaires. En URSS, le poème a été publié pour la première fois dans la revue Trezvost i kultura [Sobriété et Culture] (n° 12, 1988, n° 1-3, 1989, tous les mots obscènes de la publication ont été remplacés par des points de conduite); parait ensuite non censuré dans l'anthologie Vest en 1989.
Erofeïev a également affirmé avoir écrit en 1972 un roman Chostakovitch sur le célèbre compositeur russe Dmitri Chostakovitch, mais le manuscrit aurait été volé dans un train. Le roman n'a jamais été retrouvé.
Depuis 1985, l'écrivain souffre d'un cancer de la gorge. Après l'opération, il ne s'exprime qu'à l'aide d'un électrolarynx (un appareil portable qui est maintenu contre le cou fournissant des vibrations pour permettre la parole). En 1987, il se convertit au catholicisme à l'Église Saint-Louis-des-Français de Moscou. Il meurt à l'hôpital du Centre scientifique d'oncologie Nikolaï Blokhine le 11 mai 1990. Il est enterré au cimetière de Kountsevo.

## Traductions françaises
- Moscou-sur-Vodka (Moscou-Pétouchki), Paris, éditions Albin Michel, 1976  (ISBN 2-226-00253-7)[5]
- La Nuit de Walpurgis, ou les pas du commandeur in Théâtre russe contemporain, Arles, Actes Sud, 1997  (ISBN 2-7427-0446-9)
- Carnets d'un psychopathe, Paris, éditions Anatolia, 2007  (ISBN 978-2-35406-002-2)
- Mon Lénine de poche, Paris, éditions Anatolia, 2008  (ISBN 978-2-35406-018-3)[6]